# Farkas Zoltán (labdarúgó, 1995)
Farkas Zoltán (Kistarcsa, 1995. augusztus 11. –) magyar labdarúgó, csatár.
A magyar U19-es válogatott tagjaként részt vett a 2014-es U19-es labdarúgó-Európa-bajnokságon.

## Sikerei, díjai
Gyirmót FC
- Másodosztályú bajnok: 2015-16